# 3677 Магнуссон
3677 Магнуссон (3677 Magnusson) — астероїд головного поясу, відкритий 31 серпня 1984 року.
Тіссеранів параметр щодо Юпітера — 3,586.